# Raggi gamma
In fisica nucleare un raggio gamma (γ) è una forma penetrante di radiazione elettromagnetica derivante dal decadimento radioattivo dei nuclei atomici. È costituito dalle onde elettromagnetiche a lunghezza d'onda più corta, anche di quella dei raggi X, e impartisce la più alta energia fotonica.
Sono onde ad alta energia capaci di danneggiare le molecole che compongono le cellule, portandole a sviluppare mutazioni genetiche o addirittura alla morte. Sulla Terra possiamo osservare sorgenti naturali di raggi gamma sia nel decadimento dei radionuclidi, sia nelle interazioni dei raggi cosmici con l'atmosfera; più raramente anche i fulmini producono questa radiazione.

## Storia e scoperta

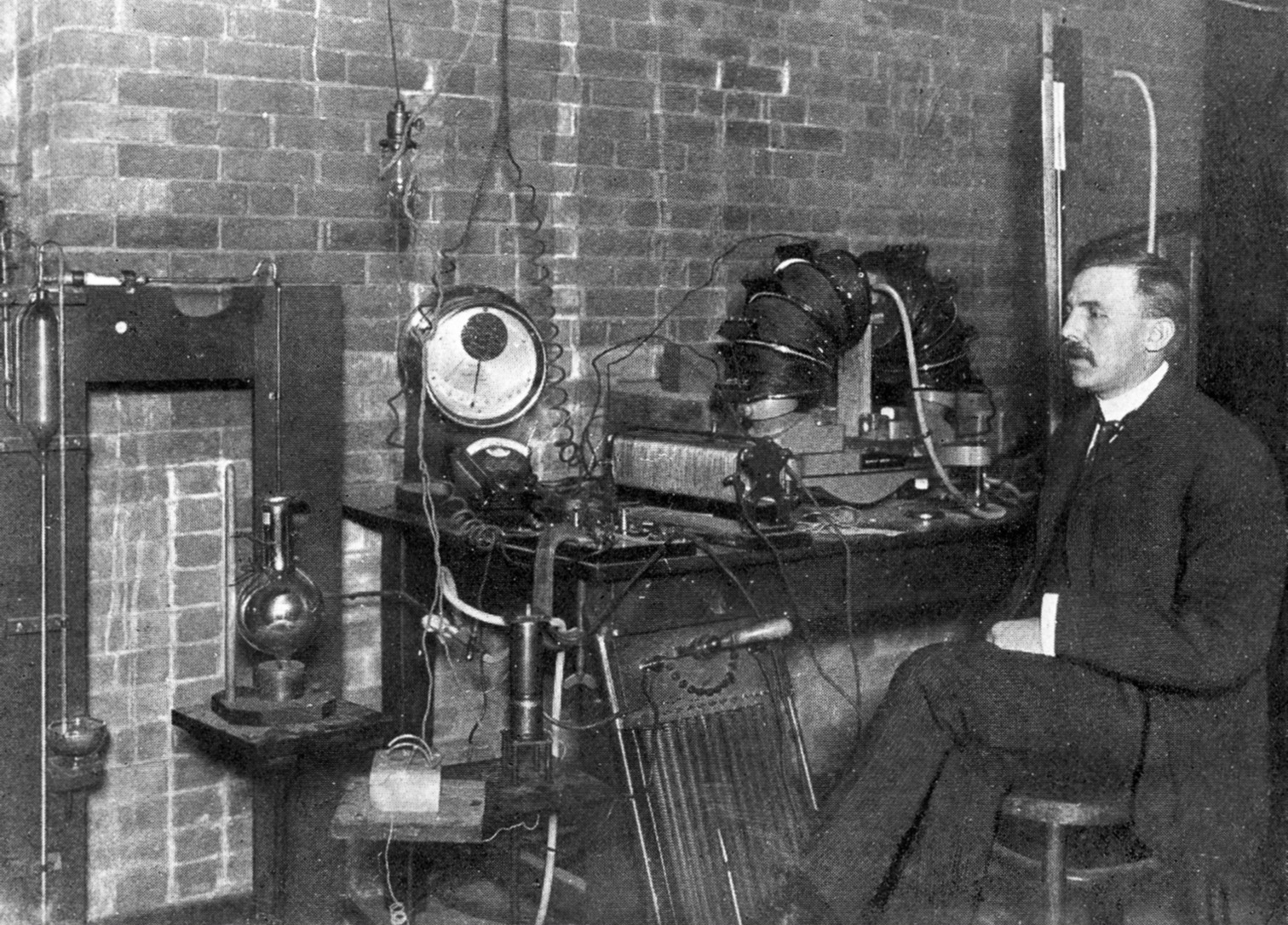
Ernest Rutherford all'università McGill nel 1905

Le prime sorgenti di raggi gamma furono osservate nel decadimento gamma, processo in cui un nucleo eccitato decade emettendo questa radiazione appena dopo la formazione. Il primo a osservarli fu Paul Villard, chimico e fisico francese, nel 1900 mentre studiava la radiazione emessa dal radio. Villard capì che questa radiazione era più penetrante delle altre osservate nel radio, come i raggi beta (osservati da Henri Becquerel nel 1896) o i raggi alfa (osservati da Ernest Rutherford nel 1899). Villard comunque non nominò questa radiazione con un nome differente.
La radiazione gamma fu riconosciuta come una differente radiazione fondamentale da Rutherford nel 1903 e venne così chiamata con la terza lettera dell'alfabeto greco, che segue alfa e beta. Oltre alla maggiore capacità penetrante dei raggi gamma, Rutherford notò anche che quest'ultimi non venivano deflessi dal campo magnetico. Inizialmente i raggi gamma vennero pensati come particelle (Rutherford stesso pensava si trattasse di particelle beta molto veloci), ma varie osservazioni, come la riflessione sulla superficie di un cristallo (1914), dimostrarono che si trattava di una radiazione elettromagnetica.
Rutherford e il suo collaboratore Edward Andrade misurarono per primi la lunghezza d'onda dei raggi gamma emessi dal radio, ottenendo valori inferiori a quelli dei raggi beta, perciò una più alta frequenza. I raggi gamma nei decadimenti nucleari vengono emessi sotto forma di singolo fotone.

## Caratteristiche e proprietà

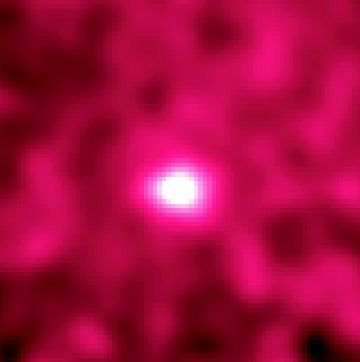
La Luna vista dal Compton Gamma Ray Observatory con raggi gamma di oltre 20 MeV. Questi sono prodotti dai bombardamenti di raggi cosmici sulla sua superficie.

Normalmente, la frequenza di questa radiazione è maggiore di 1018 Hz, dunque possiede un'energia oltre i 10 keV ed una lunghezza d'onda minore di ~ 10−10 m (< a 10 nm), molto inferiore al diametro di un atomo.
Sono state studiate anche interazioni che coinvolgevano raggi gamma di energia da TeV a PeV. In astronomia i raggi gamma sono definiti in base alla loro energia ed esistono raggi gamma anche di più di 10 TeV, una frequenza maggiore di quella proveniente da qualsiasi decadimento radioattivo.
I raggi gamma sono più penetranti della radiazione prodotta dalle altre forme di decadimento radioattivo, ovvero decadimento alfa e decadimento beta, a causa della minor tendenza a interagire con la materia. La radiazione gamma è composta da fotoni: questa è una differenza sostanziale dalla radiazione alfa che è composta da nuclei di elio e dalla radiazione beta che è composta da elettroni; i fotoni, non essendo dotati di massa, sono meno ionizzanti. A queste frequenze, la descrizione dei fenomeni delle interazioni fra campo elettromagnetico e materia non può prescindere dalla meccanica quantistica: in quest'ultima, i quanti trasportano un'energia pari a:
{\displaystyle E_{\gamma }=h\nu }
dove {\displaystyle h} è la costante di Planck pari a 6,62617×10−34 J s.
I raggi gamma si distinguono dai raggi X per la loro origine: i gamma sono prodotti da transizioni nucleari o comunque subatomiche, mentre i raggi X sono prodotti da transizioni energetiche dovute a elettroni che da livelli energetici quantizzati esterni vanno in livelli energetici liberi più interni. Poiché è possibile per alcune transizioni elettroniche superare le energie di alcune transizioni nucleari, la frequenza di raggi X più energetici può essere maggiore di quella di raggi gamma meno energetici. Di fatto però entrambi sono onde elettromagnetiche, così come lo sono le onde radio e la luce.
Le emissioni di raggi gamma rivestono interesse scientifico presso gli acceleratori naturali di particelle, quali possono essere i resti di supernove ad alta energia, sistemi binari composti da stelle normali e oggetti compatti quali stelle di neutroni o buchi neri e nuclei galattici attivi, che contengono al loro centro buchi neri supermassivi (masse fino a diversi milioni di masse solari). Per il loro studio è stato avviato l'esperimento GLAST, un telescopio orbitante sensibile alle radiazioni gamma. Oltre a GLAST, esistono diversi osservatori terrestri Čerenkov che sono in grado di captare in maniera indiretta raggi gamma di energie elevatissime, ancora più elevate di quelle che può rilevare GLAST, che provengono dalle regioni più attive dell'universo.

## Schermatura
La schermatura dei raggi γ richiede materiali molto più spessi di quelli necessari per schermare particelle α e β che possono essere bloccate da un semplice foglio di carta (α) o da una lastra sottile metallica (β). I raggi gamma vengono assorbiti meglio dai materiali con un alto numero atomico e con alta densità: infatti, se per ridurre del 50% l'intensità di un raggio gamma occorre 1 cm di piombo, lo stesso effetto si ha con 6 cm di cemento o 9 cm di terra pressata. I materiali per la schermatura sono in genere misurati in base allo spessore richiesto per dimezzare l'intensità della radiazione. Ovviamente maggiore è l'energia dei fotoni, maggiore è lo spessore della schermatura richiesta. Occorrono quindi schermi spessi per la protezione degli esseri umani, poiché i raggi gamma e i raggi X producono effetti come ustioni, forme di cancro e mutazioni genetiche. Ad esempio nelle centrali nucleari per la schermatura si usano l'acciaio e il cemento nel recipiente di contenimento e l'acqua fornisce una schermatura dalla radiazione prodotta durante la conservazione delle barre di combustibile.

## Interazioni con la materia

Ciclo CNO

Quando un raggio gamma attraversa la materia, la probabilità di assorbimento è proporzionale allo spessore dello strato, alla densità del materiale e alla sezione trasversale di assorbimento. Si osserva che l'assorbimento totale ha un'intensità esponenzialmente decrescente con la distanza dalla superficie di incidenza:
{\displaystyle I(x)=I_{0}\cdot e^{-\mu x}}
dove x è lo spessore del materiale della superficie incidente, μ=nσ è il coefficiente di assorbimento, misurata in cm-1, n è il numero di atomi per cm3 (densità atomica) e σ è la sezione d'urto totale misurata in cm2.
In termini di ionizzazione, la radiazione gamma interagisce con la materia in tre modi principali: l'effetto fotoelettrico, l'effetto Compton e la produzione di coppie elettrone-positrone.
Effetto fotoelettrico: avviene quando un fotone gamma interagisce con un elettrone, tendenzialmente interno, orbitante attorno a un atomo e gli trasferisce tutta la sua energia, col risultato di espellere l'elettrone dall'atomo. L'energia cinetica del "fotoelettrone" risultante è uguale all'energia del fotone gamma incidente meno l'energia di legame dell'elettrone. L'effetto fotoelettrico è il meccanismo principale per l'interazione dei fotoni gamma e X al di sotto dei 50 keV (migliaia di elettronvolt), ma è molto meno importante ad energie più alte.
Scattering Compton: un fotone gamma incidente espelle un elettrone da un atomo, in modo simile al caso precedente, ma l'energia addizionale del fotone viene convertita in un nuovo fotone gamma, meno energetico, con una direzione diversa dal fotone originale. La probabilità dello scattering Compton diminuisce con l'aumentare dell'energia del fotone. Questo è il meccanismo principale per l'assorbimento dei raggi gamma nell'intervallo di energie "medie", tra 100 keV e 10 MeV, dove va a ricadere la maggior parte della radiazione gamma prodotta da un'esplosione nucleare. Il meccanismo è relativamente indipendente dal numero atomico del materiale assorbente.
Produzione di coppie: interagendo con il campo elettromagnetico del nucleo, l'energia del fotone incidente è convertita nella massa di una coppia elettrone/positrone (un positrone è un elettrone carico positivamente). L'energia eccedente la massa a riposo delle due particelle (1,02 MeV) appare come energia cinetica della coppia e del nucleo. L'elettrone della coppia, in genere chiamato elettrone secondario, è molto ionizzante. Il positrone ha vita breve: si ricombina entro 10−8 secondi con un elettrone libero, dando vita a una coppia di fotoni gamma con un'energia da 0,51 MeV ciascuno emessi a 180° in modo da soddisfare il principio di conservazione della quantità di moto. La ricombinazione di particella e antiparticella si chiama annichilazione. Questo meccanismo diventa possibile con energie maggiori di 1,02 MeV e diventa un importante meccanismo di assorbimento con energie maggiori di 5 MeV.
Gli elettroni secondari prodotti in uno di questi tre meccanismi spesso hanno abbastanza energia per ionizzare anch'essi. In più i raggi gamma, specialmente quelli ad alta energia, possono interagire con i nuclei atomici emettendo particelle (fotodisintegrazione) o eventualmente producendo fissione nucleare (fotofissione).
La formula dell’attenuazione precedente è valida se è possibile trascurare che un fotone, diffuso per effetto Compton, arrivi nel volume di interesse (rivelatore, individuo...) altrimenti va corretta inserendo il fattore di build-up (B):
{\displaystyle I(x)=I_{0}\cdot B\cdot e^{-\mu x}}
Il fattore di build-up dipende dall’energia della radiazione incidente, dal tipo di materiale che attraversa e dalla geometria di incidenza.
Il calcolo di questi fattori richiede di risolvere l’equazione di Boltzmann o l’uso di codici che sfruttano il metodo Montecarlo, è tuttavia possibile trovare in letteratura i valori del fattore di Build-up per i casi più comuni.

## Interazione con la luce
I raggi gamma ad alta energia (da 80 GeV a ~10 TeV) provenienti da quasar molto distanti vengono usati per stimare la luce extragalattica di fondo indicata spesso con l'acronimo EBL. Questa radiazione, da non confondersi con la radiazione cosmica di fondo, è dovuta sia a tutta la radiazione accumulata nell'universo durante la formazione delle stelle sia a causa dei nuclei galattici attivi. I raggi ad alta energia interagiscono con i fotoni della luce extragalattica di fondo e dalla stima della loro attenuazione può essere dedotta la densità di luce di fondo anche analizzando lo spettro dei raggi gamma in arrivo.

## Convenzioni di denominazioni e sovrapposizioni nella terminologia

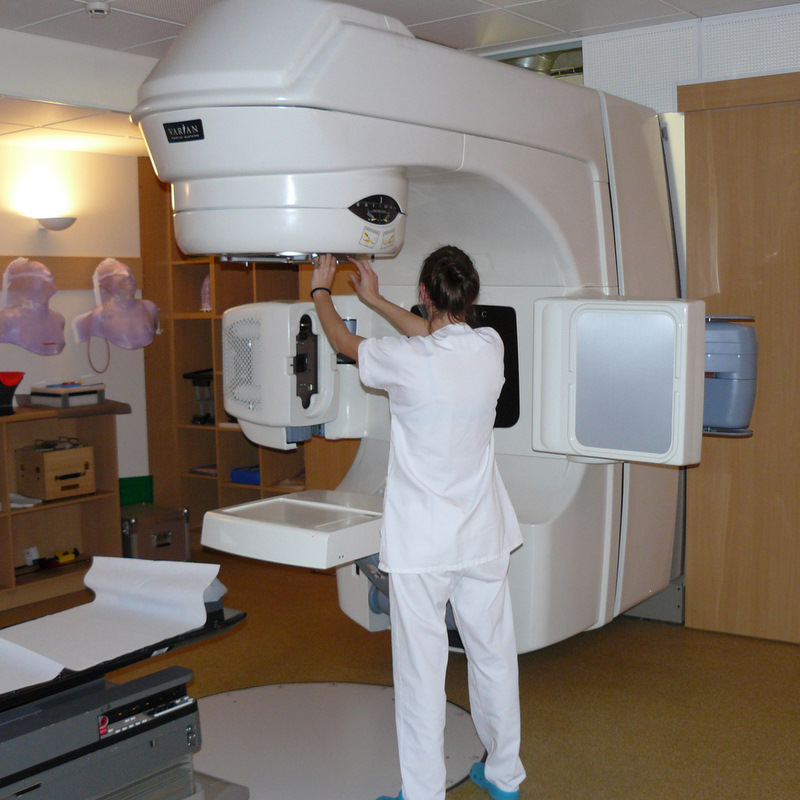
Un acceleratore lineare utilizzato in radioterapia

In passato la distinzione tra raggi X e raggi gamma era basata sull'energia: veniva considerata raggio gamma una radiazione elettromagnetica ad alta energia. Tuttavia i moderni raggi X prodotti da acceleratori lineari per il trattamento del cancro hanno spesso energia maggiore (dai 4 ai 25 Mev) di quella dei classici raggi gamma prodotti dal decadimento nucleare. Il tecnezio-99m, uno dei più comuni isotopi emettitori di raggi gamma usati nella medicina nucleare, produce radiazione alla stessa energia (140 keV) di una macchina diagnostica a raggi X, ma molto minore di quella dei fotoni terapeutici di un acceleratore lineare. Oggi nella comunità medica la convenzione che la radiazione prodotta dal decadimento nucleare è l'unico tipo di radiazione chiamato gamma è ancora rispettata.
A causa della sovrapposizione degli intervalli energetici oggi in fisica i due tipi di radiazione sono definiti in base alla loro origine: i raggi X sono emessi dagli elettroni (sia da quelli orbitali sia per bremsstrahlung) mentre i raggi gamma sono prodotti dai nuclei, da eventi di decadimento particellare o da eventi di annichilazione. Poiché non esiste un limite inferiore per l'energia dei fotoni prodotti dalla reazioni di decadimento nucleare, anche gli ultravioletti, ad esempio, potrebbero essere definiti raggi gamma. L'unica convenzione di denominazione che è ancora universalmente rispettata è quella che la radiazione elettromagnetica che sappiamo essere di origine nucleare è sempre definita come 'raggio gamma' e mai come raggio X. Comunque, in fisica e in astronomia, questa convenzione è spesso infranta.

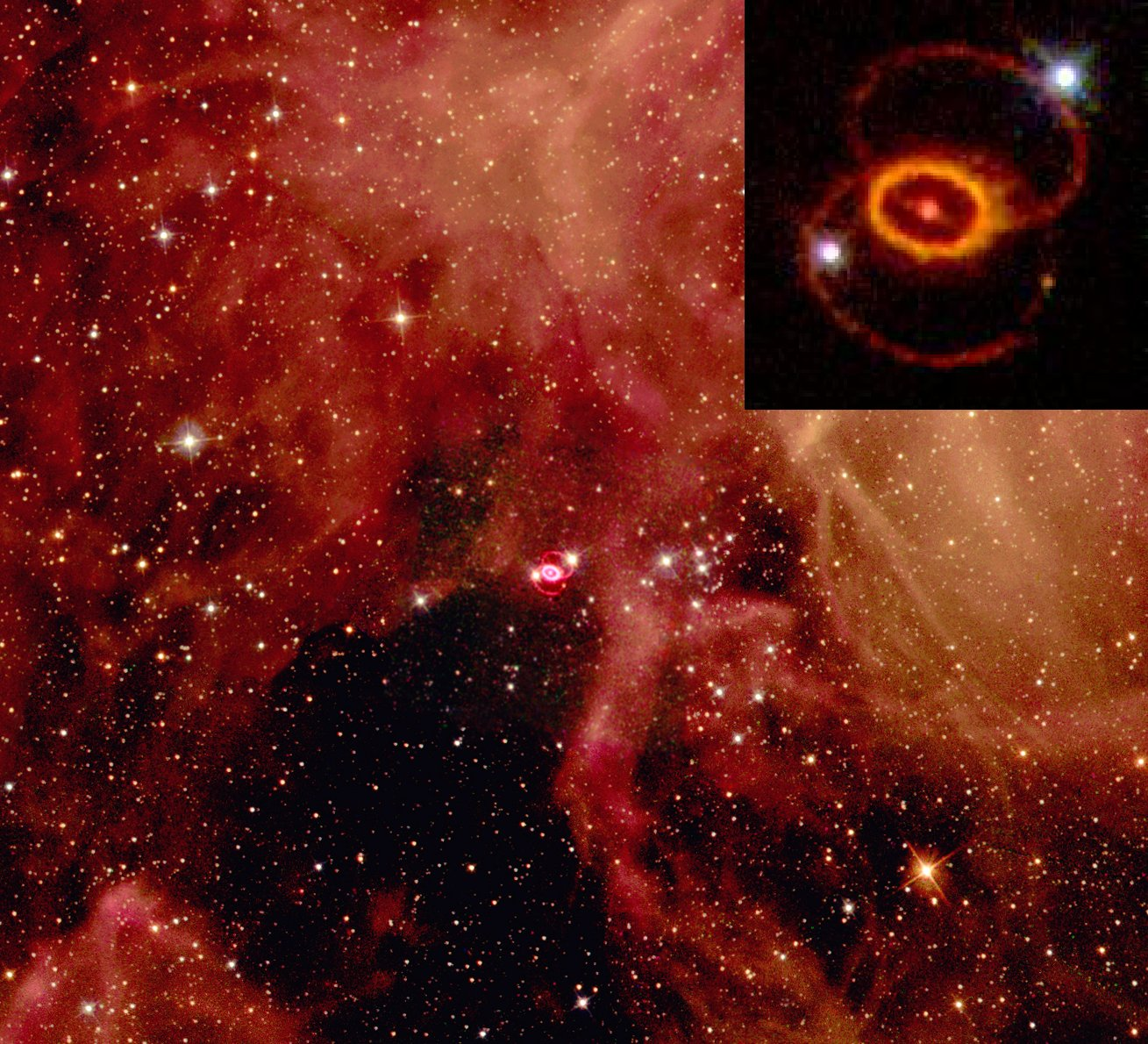
Supernova SN1987A

In astronomia le radiazioni elettromagnetiche sono definite dall'energia, poiché il processo che le ha prodotte può essere incerto mentre l'energia dei fotoni è determinata dai rilevatori astronomici. A causa di questa incertezza per quanto riguarda la provenienza, in astronomia si parla di raggi gamma anche in seguito a eventi non radioattivi. Invece la supernova SN 1987a, che emette dei bagliori gamma provenienti dal decadimento del nichel-56 e del cobalto-56, è un caso astronomico di evento radioattivo.
Nella letteratura astronomica si tende a scrivere 'raggi-gamma' con un trattino, a differenza dei raggi α o β. Questa notazione vuole sottolineare l'origine non nucleare della maggior parte dei raggi-gamma astronomici.

## Interazioni biologiche
La misura dell'effetto ionizzante dei raggi gamma si misura tramite varie figure di merito.
- La Esposizione è quanta carica ionizzata viene prodotta, in unità di massa.
  - Il coulomb su chilogrammo (C/kg) è l'unità di misura nel Sistema internazionale di unità di misura (SI) dell'esposizione alla radiazione, essa è la quantità di radiazione che serve per creare 1 coulomb di carica per ogni polarità in 1 chilogrammo di materia.
  - Il röntgen (R) è l'unità di misura nel sistema CGS per l'esposizione, con cui si rappresenta la quantità richiesta per creare 1 esu di carica per ogni polarità in 1 centimetro cubo di aria secca; 1 röntgen = 2,58x10-4 C/kg.
- La Dose assorbita è quanta energia viene rilasciata dal raggio nella materia, per unità di massa; pertanto, con la dovuta correzione, essa è il parametro più indicativo per misurare i danni di un raggio su materia biologica.
  - Il gray (Gy), che equivale a joule su chilogrammo (J/kg), è l'unità di misura della dose assorbita nel SI, corrisponde alla quantità di radiazione necessaria per depositare 1 joule di energia su 1 chilogrammo di ogni tipo di materia.
  - Il rad è un'unità di misura del sistema CGS obsoleta, numericamente equivale a 0,01 joule su 1 chilogrammo di materia (100 rad = 1 Gy).

- La dose equivalente è un affinamento della Dose, ottenuto moltiplicandola per un fattore adimensionale di pericolosità, in base al tipo di radiazione: per i raggi gamma, esso è 1, mentre è diverso per i raggi alfa. Le dimensioni della dose equivalente sono le stesse della dose, ma per non confondersi essa si misura con altre unità di misura:
  - Il sievert (Sv) è l'unità di misura della dose equivalente nel SI, per i raggi gamma essendo il fattore di pericolosità pari a uno coincide con la dose assorbita in gray.
  - Il rem è un'unità di misura del sistema CGS obsoleta per la dose equivalente, per i raggi gamma è numericamente equivalente alla dose assorbita in rad; 1 Sv = 100 rem.
- La  dose efficace  è un ulteriore affinamento della dose: poiché i vari tessuti biologici hanno una diversa radiosensibilità, per caratterizzare meglio ancora gli effetti delle radiazioni si moltiplica un ulteriore fattore di rischio che dipende dal tessuto interessato. Le unità di misura sono le stesse: il sievert, ed il rem.[18]

Per quanto riguarda gli effetti sul corpo, quando la radiazione gamma rompe la molecola del DNA la cellula può essere in grado di riparare, entro dei limiti, il materiale genetico danneggiato. Uno studio di Rothkamm e Lobrich ha mostrato che questo processo di riparazione funziona bene dopo l'esposizione ad alte dosi, ma è più lento nel caso di brevi esposizioni.

## Decadimento radioattivo

Schema di decadimento del cobalto-60

I raggi gamma sono spesso prodotti insieme con altre forme di radiazione come quella alfa e beta. Quando un nucleo emette una particella α o β, il nucleo risultante si trova in uno stato eccitato. Può passare a un livello energetico più stabile emettendo un fotone gamma, nello stesso modo in cui un elettrone può passare a un livello più basso emettendo un fotone ottico. Questo processo si chiama "decadimento gamma".
Un processo di questo genere normalmente ha tempi caratteristici di 10−12 s e può anche avvenire dopo una reazione nucleare come la fissione, la fusione o la cattura di neutroni. In alcuni casi questi stati eccitati possono essere più stabili della media (vengono definiti stati di eccitazione metastabili) e il loro decadimento può richiedere tempi almeno 100 o 1 000 volte maggiori. Questi nuclei eccitati particolarmente longevi sono chiamati isomeri nucleari e il loro decadimento prende il nome di transizione isomerica. Per alcuni di loro è facile anche la misura del tempo di dimezzamento poiché riescono a restare in questi stati eccitati per minuti, ore, giorni e occasionalmente molto di più. Questi stati sono anche caratterizzati da un elevato spin nucleare. La velocità del decadimento gamma è anche rallentata qualora l'energia di eccitazione sia bassa.
Ecco un esempio di produzione di raggi gamma:
Prima un nucleo di cobalto-60 decade in un nichel-60 eccitato attraverso il decadimento beta emettendo un elettrone a 0,31 MeV. Poi il nichel-60 decade nello stato fondamentale emettendo raggi gamma in successione a 1,17 MeV seguiti da 1,33 MeV. Questo è il percorso seguito nel 99,88% dei casi:
{\displaystyle {}_{27}^{60}{\hbox{Co}}\rightarrow {}_{28}^{60}{\hbox{Ni}}^{*}+e^{-}+{\bar {\nu }}_{e}}
{\displaystyle {}_{28}^{60}{\hbox{Ni}}^{*}\;\to \;{}_{28}^{60}{\hbox{Ni}}\;+\gamma }
dove {\displaystyle {\bar {\nu }}_{e}} è l'antineutrino elettronico. In alcuni casi lo spettro dell'emissione gamma è abbastanza semplice, mentre in altri casi può essere anche molto complesso.

## Sorgenti di raggi gamma non nucleari
I fotoni provenienti da sorgenti astrofisiche che trasportano un'energia presente nell'intervallo gamma vengono chiamati radiazione-gamma. Questi sono spesso prodotti da particelle subatomiche o da interazioni particella-fotone come, ad esempio, dall'annichilazione elettrone-positrone, dal decadimento neutrale del pione, dal bremsstrahlung e/o dalla radiazione di sincrotrone.
- Temporali terrestri: i temporali possono produrre brevi impulsi di radiazione gamma che vengono chiamati "lampi terrestri". Si pensa che questi raggi gamma vengano prodotti dall'alta intensità del campo elettrostatico che accelera gli elettroni poi rallentati dagli urti con gli altri atomi presenti nell'atmosfera. I temporali possono generare raggi gamma di intensità fino a 100 MeV. Questi potrebbero rappresentare un rischio per la salute di passeggeri ed equipaggio a bordo di aerei in volo nelle zone di interesse[21].

- raggi cosmici: nell'universo i raggi gamma ad alta energia comprendono anche quelli di fondo prodotti quando i raggi cosmici (protoni o elettroni ad alta velocità) collidono con la materia ordinaria provocando una produzione di coppia di radiazione di 511 keV. Alternativamente, quando i raggi cosmici interagiscono con nuclei ad alto numero atomico, si ha bremsstrahlung che produce energie di decine di MeV.

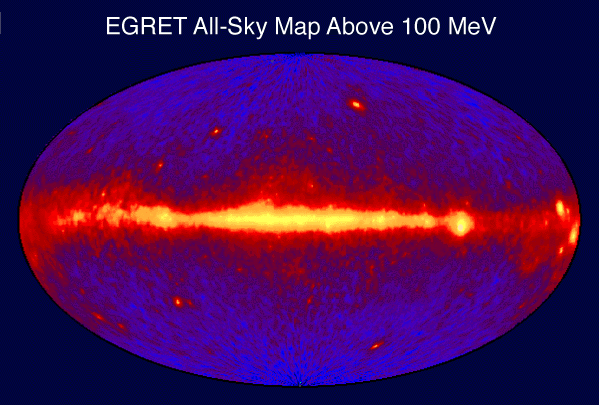
Immagine dell'intero cielo dei raggi gamma con energie maggiori di 100 MeV come visti dallo strumento EGRET a bordo del telescopio spaziale GRO. Le macchie luminose sul piano galattico sono pulsar mentre quelle sopra o sotto si pensa siano quasar.

- Pulsar e magnetar: i pulsar sono stelle di neutroni con un campo magnetico che produce un fascio concentrato di radiazione. Questi oggetti stellari hanno un campo magnetico relativamente longevo che produce fasci di particelle cariche a velocità relativistiche; particelle che, impattando con gas o polvere nelle loro immediate vicinanze, vengono decelerate emettendo raggi gamma. Un altro meccanismo di produzione di radiazioni sono le magnetar (stelle di neutroni con un campo magnetico molto intenso) che si pensa rappresentino dei ripetitori astronomici di deboli raggi gamma.

- Quasar e galassie attive: si pensa che i raggi gamma più intensi, provenienti dai quasar molto distanti e dalle galassie attive vicine, abbiano un meccanismo di produzione simile a quello degli acceleratori di particelle. Sembra che i buchi neri supermassicci presenti al centro di queste galassie rappresentino delle potenti sorgenti che in modo intermittente distruggono le stelle e concentrano le particelle cariche risultanti in fasci che emergono dai loro poli. Quando questi fasci interagiscono con gas, polvere o fotoni a bassa energia producono raggi X e raggi gamma. Queste sorgenti fluttuano con un periodo di poche settimane. Questi oggetti rappresentano il meccanismo di produzione di raggi gamma più comunemente visibile al di fuori della nostra galassia e brillano con relativa continuità. La potenza di un tipico quasar è di 1040 watt di cui solo una piccola frazione è radiazione gamma; il resto viene emesso sotto forma di onde elettromagnetiche di ogni frequenza (incluse le onde radio).

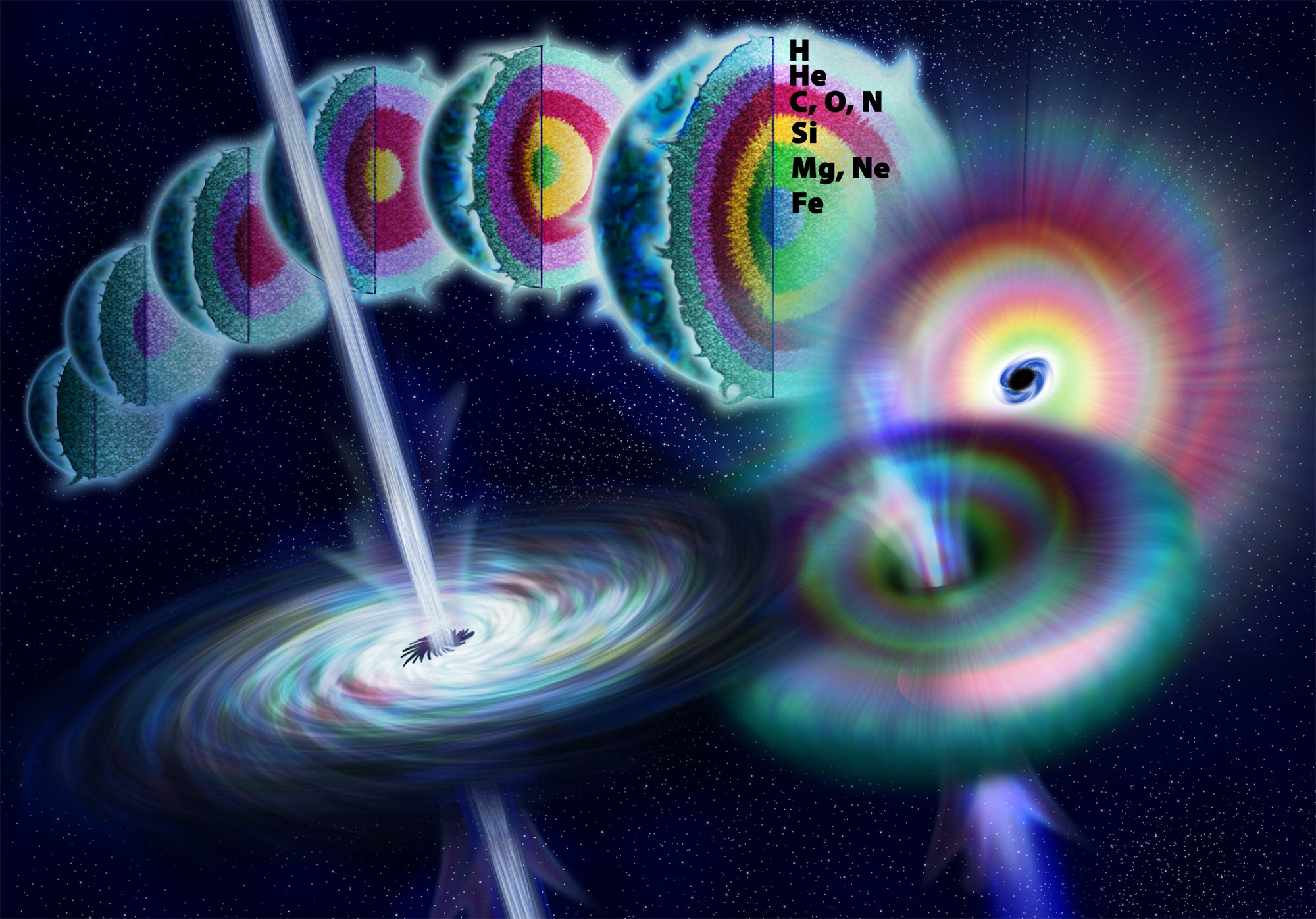
Un'illustrazione artistica che mostra la vita di una stella massiccia. Quando la fusione nucleare genera una pressione non sufficiente a bilanciare la gravità, la stella collassa rapidamente generando un buco nero. Teoricamente l'energia può essere rilasciata durante il collasso lungo l'asse di rotazione formando un burst a lunga durata.

- Esplosioni di raggi gamma: sono le sorgenti più potenti di ogni tipo di radiazione elettromagnetica. Quelle a lunga durata sono molto rare rispetto alle sorgenti sopra elencate; al contrario si pensa che quelle a breve durata producano raggi gamma durante la collisione di una coppia di stelle di neutroni o di una stella di neutroni e un buco nero. Queste ultime durano un paio di secondi o meno e hanno un'energia inferiore a quella delle esplosioni a lunga durata[22].Sono stati osservati anche eventi insoliti, come quelli registrati nel 2011 dal satellite Swift, in cui i burst furono molto intensi e irregolari. Questi eventi sono durati un giorno e sono stati seguiti da mesi di intense emissioni di raggi X.[23]

Le esplosioni dette a "lunga durata" producono un'energia di 1044 joule (la stessa energia che il nostro Sole produce in tutta la sua vita) in un tempo di solo 20-40 secondi. Di questa quantità di energia rilasciata i raggi gamma rappresentano circa il 50%. Le principali ipotesi riguardo a questo meccanismo di esplosione sono lo scattering Compton e la radiazione di sincrotrone dovuto a particelle cariche di alta energia. Questi processi si attivano quando particelle cariche relativistiche lasciano l'orizzonte degli eventi del buco nero appena formato. Il fascio di particelle viene concentrato per poche decine di secondi dal campo magnetico della ipernova che sta esplodendo. Se il fascio è puntato verso la Terra e oscilla con una certa intensità può essere rilevato anche a distanze di dieci miliardi di anni luce, molto vicino al bordo dell'universo visibile.

## Spettroscopia gamma
Poiché il decadimento beta è accompagnato dall'emissione di un neutrino, che trasporta una quantità variabile di energia, lo spettro di emissione beta non presenta linee nitide. Questo comporta che non è possibile descrivere i diversi livelli energetici del nucleo usando solo le energie di decadimento beta.
La spettroscopia gamma è lo studio della transizione energetica di un nucleo atomico, transizione che è generalmente associata all'assorbimento o all'emissione di un raggio gamma. Come nella spettroscopia ottica (Principio di Franck-Condon), l'assorbimento di un raggio gamma da parte di un nucleo è molto più probabile quando l'energia del raggio è prossima all'energia di transizione. In questo caso si può vedere la risonanza attraverso l'effetto Mössbauer. In questo effetto, la risonanza per assorbimento gamma può essere ottenuta da nuclei atomici fisicamente immobilizzati in un cristallo. L'immobilizzazione dell'atomo è necessaria affinché l'energia gamma non venga persa a causa del rinculo. Comunque quando un atomo emette raggi gamma che trasportano sostanzialmente tutta l'energia atomica essa è sufficiente per eccitare fino allo stesso stato energetico un secondo atomo immobilizzato.

## Utilizzi
I raggi gamma forniscono molte informazioni riguardo ai fenomeni più energetici dell'universo. Poiché la gran parte della radiazione viene assorbita dall'atmosfera terrestre, gli strumenti per la rilevazione vengono montati a bordo di palloni ad alta quota o di satelliti, come il Fermi Gamma-ray Space Telescope, fornendoci la nostra unica immagine dell'universo dei raggi gamma.

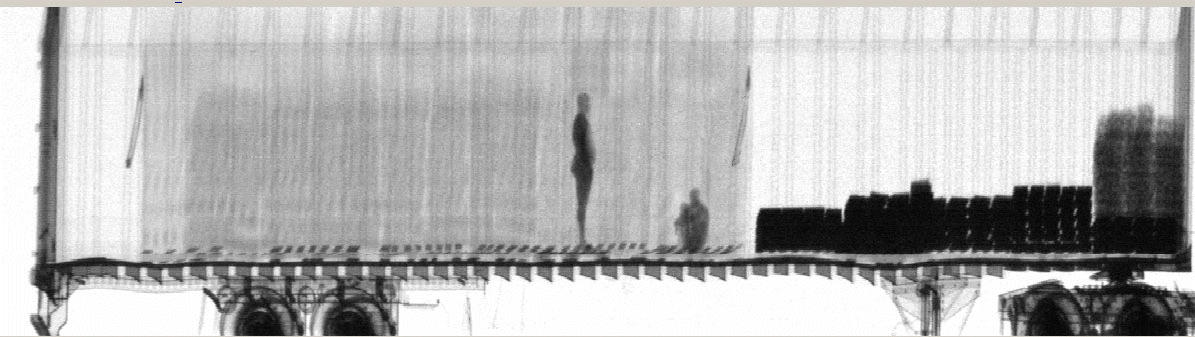
Raggi gamma usati alla dogana in USA

La natura energetica dei raggi gamma li ha resi utili per la sterilizzazione delle apparecchiature mediche, poiché uccidono facilmente i batteri attraverso un processo chiamato irradiazione. Questa loro capacità battericida li rende utili anche nella sterilizzazione delle confezioni alimentari.
I raggi gamma sono usati per alcuni esami diagnostici di medicina nucleare, come ad esempio la tomografia a emissione di positroni (PET). Le dosi assorbite in questi casi sono giudicate poco pericolose, a fronte del beneficio portato dalle informazioni che l'esame fornisce. Nella PET viene spesso utilizzato il fluorodesossiglucosio, uno zucchero radioattivo, che emette positroni che si annichilano con gli elettroni producendo coppie di raggi gamma che evidenziano il cancro (poiché spesso le cellule tumorali hanno un tasso metabolico più alto dei tessuti circostanti). Il più comune emettitore usato nella medicina è l'isomero nucleare tecnezio-99m poiché emette radiazione dello stesso range energetico dei raggi X diagnostici. Un'altra procedura medica per il trattamento del cancro è la 'chirurgia a coltello-Gamma' in cui i fasci di raggi gamma vengono indirizzati da angoli diversi per concentrare la radiazione e per minimizzare il danno al tessuto circostante.
I cambiamenti indotti dai raggi gamma possono essere anche usati per alterare le proprietà di pietre semi-preziose, ad esempio per cambiare il topazio in topazio blu.
A irradiazione mediante raggi gamma sono anche sottoposte cultivar di interesse agroalimentare, per indurre mutazioni genetiche migliorative nel loro genoma: in questo modo, ad esempio, nel grano si sono ottenute caratteristiche di resistenza alle avversità poi trasfuse per incrocio nella varietà Creso, a seguito del lavoro dei genetisti del Centro della Casaccia CNEN, ora ENEA.

## Valutazione dei rischi
In Gran Bretagna l'esposizione naturale all'aria aperta varia da 0,1 a 0,5 μSv/h con un aumento presso i siti contaminati noti. L'esposizione naturale ai raggi gamma va da 1 a 2 mSv all'anno; la radiazione media ricevuta in un anno da un cittadino USA è di 3,6 mSv. La dose aumenta leggermente a causa dell'incremento della radiazione gamma naturale intorno alle particelle di materiale di alto numero atomico presenti nel corpo umano, incremento dovuto all'effetto fotoelettrico.
In confronto la dose di radiazione di una radiografia al petto (0,06 mSv) è una frazione della dose annuale naturale. Una TC al torace emette da 5 a 8 mSv, mentre una PET sull'intero corpo emette da 14 a 32 mSv a seconda del protocollo. La dose emessa da una fluoroscopia allo stomaco è molto maggiore, intorno a 50 mSv.
Una singola esposizione a una dose di 1 Sv causa dei lievi cambiamenti nel sangue, mentre una dose di 2,0-3,5 Sv può causare nausea, perdita di capelli, emorragie e anche la morte in una apprezzabile percentuale dei casi (senza cure mediche dal 10% al 35%). Una dose di 5 Sv (5 Gy) è considerata approssimativamente la LD{\displaystyle _{50}}(dose letale per il 50% della popolazione esposta) anche con un trattamento medico standard. Una dose superiore a 5 Sv causa una crescente probabilità di morte maggiore al 50%. Un'esposizione di 7,5-10 Sv su tutto il corpo provoca la morte dell'individuo anche se sottoposto a un trattamento medico straordinario come il trapianto di midollo osseo; tuttavia alcune parti del corpo possono essere esposte anche a dosi maggiori durante particolari terapie (radioterapia).
Per l'esposizione a basse dosi, ad esempio tra i lavoratori nucleari che ricevono una dose media annuale di 19 mSv, viene stimato che il rischio di morte per cancro aumenti del 2% (esclusa la leucemia); in confronto il rischio di morte per cancro per i sopravvissuti dei bombardamenti atomici di Hiroshima e Nagasaki è aumentato del 32%.